# Stanisław Falkowski (literaturoznawca)
Stanisław Henryk Falkowski (ur. 4 sierpnia 1953) – polski literaturoznawca, pisarz, krytyk literacki, nauczyciel języka polskiego, doktor filologii polskiej.

## Życiorys
Absolwent VI Liceum Ogólnokształcącego im. Tadeusza Reytana w Warszawie (1972), uczeń Jerzego Ratajczyka (klasa maturalna), Jerzego Axera, Elżbiety Jakubczak, Anny Modrzejewskiej, Stanisława Makowskiego i Ireneusza Gugulskiego, któremu zadedykował książkę Ciężkie norwidy, czyli subiektywny przewodnik po literaturze polskiej. Po ukończeniu procesu kształcenia m.in. wykładowca Uniwersytetu Warszawskiego (1978–1989). Nauczyciel języka polskiego w Dwujęzycznym Gimnazjum nr 59 i Liceum im. Tadeusza Reytana w Warszawie. Znawca twórczości Stefana Żeromskiego i Cypriana Kamila Norwida.
W latach 1976–1980 współpracował z opozycją demokratyczną w Polsce, m.in. z Elżbietą Regulską i Tomaszem Chlebowskim; powielał i kolportował prasę i literaturę niezależną.
Autor książek na temat literatury polskiej, dwukrotny laureat nagrody Edukacja XXI (w 2000 wraz z Pawłem Stępniem). Prowadzi wykłady i dyskusje traktujące o historii literatury polskiej.

## Osiągnięcia
| Rok  | Nagroda      | Nota      |
| ---- | ------------ | --------- |
| 2000 | Edukacja XXI | Laureat   |
| 2002 | Edukacja XXI | Laureat   |
| 2005 | Edukacja XXI | Nominacja |

## Publikacje książkowe
- „Szlagiery” – inaczej. Warszawa 1991. Brictius. ISBN 83-85284-02-8
- Żyrafa, czyli po co i jak czytać poetów współczesnych. Warszawa 2000. Prószyński i S-ka. ISBN 83-7255-088-3[5] (wraz z Pawłem Stępniem)
- 23 tajemnice  „Pana Tadeusza”. Warszawa 2000. Wydawnictwo Dolnośląskie. ISBN 83-7023-769-X[6]
- Lekcje literatury. Warszawa 2001. Społeczny Instytut Wydawniczy „Znak”. ISBN 83-240-0013-5[7]
- Siły większe niż chaos (tajemnice  „Przedwiośnia” Stefana Żeromskiego). Warszawa 2002. Vade=mecum. ISBN 83-918017-0-5[8]
- Rządcy dusz: Od Mickiewicza do Herberta. Warszawa 2005. Świat Książki. ISBN 83-7391-846-9
- Ciężkie norwidy, czyli subiektywny przewodnik po literaturze polskiej. Warszawa 2009. Świat Książki. ISBN 978-83-247-0618-1[9] (wraz z Pawłem Stępniem)
- Siły większe niż chaos (tajemnice „Przedwiośnia” Stefana Żeromskiego). Warszawa 2018. Oficyna Wydawnicza Volumen. ISBN 978-83-647-0860-2
- Gladiator prawdy. Norwid – poeta naszych czasów. Warszawa 2018. Oficyna Wydawnicza Volumen. ISBN 978-83-647-0836-7